# 24h Le Mans 1950
24h Le Mans 1950 – 18. edycja długodystansowego wyścigu 24h Le Mans. Wyścig odbył się w dniach 24–25 czerwca 1950, udział w nim wzięło 120 kierowców z 10 państw.

## Informacje
| Statystyki                  | Statystyki            |
| --------------------------- | --------------------- |
| Długość okrążenia           | 13,492 km             |
| Dystans wyścigu             | 3 465,120 km          |
| Średnia prędkość            | 144,38 km/h           |
| Przewaga lidera             | 16,030 km             |
| Najszybsze okrążenie        | Louis Rosier (4:53.5) |
| Kierowcy według narodowości |                       |
| Francja                     | 71                    |
| Wielka Brytania             | 31                    |
| Stany Zjednoczone           | 7                     |
| Pozostali (7 narodowości)   | 11                    |
| Łącznie                     | 120                   |

## Wyniki wyścigu
| Poz.  | Klasa | Nr | Zespół                        | Kierowcy                                 | Samochód                               | Silnik                        | Okr. |
| ----- | ----- | -- | ----------------------------- | ---------------------------------------- | -------------------------------------- | ----------------------------- | ---- |
| 1     | S 5.0 | 5  | Louis Rosier                  | Louis Rosier Jean-Louis Rosier           | Talbot-Lago T26 GS                     | Talbot-Lago 4.5L I6           | 256  |
| 2     | S 5.0 | 7  | Pierre Meyrat                 | Pierre Meyrat Guy Mairesse               | Talbot-Lago Monoplace Décalée          | Talbot-Lago 4.5L I6           | 255  |
| 3     | S 8.0 | 4  | S.H. Allard                   | Sydney Allard Tom Cole Jr.               | Allard J2                              | Cadillac 5.4L V8              | 251  |
| 4     | S 5.0 | 14 | Healey Motors Ltd.            | Tony Rolt Duncan Hamilton                | Nash-Healey E                          | Nash 3.8L I6                  | 250  |
| 5     | S 3.0 | 19 | Aston Martin Ltd.             | George Abecassis Lance Macklin           | Aston Martin DB2                       | Aston Martin 2.6L I6          | 249  |
| 6     | S 3.0 | 21 | Aston Martin Ltd.             | Charles Brackenbury Reg Parnell          | Aston Martin DB2                       | Aston Martin 2.6L I6          | 244  |
| 7     | S 3.0 | 18 | Henri Louveau                 | Henri Louveau Jean Estager               | Delage D6-3L                           | Delage 3.0L I6                | 241  |
| 8     | S 5.0 | 11 | E.R. Hall                     | Eddie Hall Tom Clarke                    | Bentley Corniche TT                    | Bentley 4.3L I6               | 236  |
| 9     | S 2.0 | 30 | H.J. Aldington                | Donald Mathieson Richard Stoop           | Frazer Nash Milla Miglia               | Bristol 2.0L I6               | 235  |
| 10    | S 8.0 | 3  | Briggs Cunningham             | Miles Collier Sam Collier                | Cadillac Coupé de Ville „Clumsy Pup”   | Cadillac 5.4L V8              | 233  |
| 11    | S 8.0 | 2  | Briggs Cunningham             | Briggs Cunningham Phil Walters           | Cadillac Spider „Le Monstre”           | Cadillac 5.4L V8              | 232  |
| 12    | S 5.0 | 15 | P.T.C. Clark                  | Peter Clark Nick Haines                  | Jaguar XK120S                          | Jaguar 3.4L I6                | 230  |
| 13    | S 5.0 | 6  | André Chambas                 | André Chambas André Morel                | Talbot-Lago Gran Sport Coupé           | Talbot-Lago 4.5L I6           | 228  |
| 14    | S 5.0 | 12 | H.S.F. Hay                    | H.S.F. Hay Hugh Hunter                   | Bentley 4¼ Paulin                      | Bentley 4.3L I6               | 225  |
| 15    | S 5.0 | 16 | P.C.D. Walker                 | Peter Whitehead John Marshall            | Jaguar XK120S                          | Jaguar 3.4L I6                | 225  |
| 16    | S 1.5 | 36 | Jowett Cars Ltd.              | Tommy Wisdom Tommy Wise                  | Jowett Jupiter R1                      | Jowett 1.5L Flat-4            | 220  |
| 17    | S 3.0 | 22 | Robert Lawrie                 | Robert Lawrie Geoffrey Beetson           | Riley RMB                              | Riley 2.5L I4                 | 213  |
| 18    | S 1.5 | 39 | G.E. Phillips                 | George Phillips Eric Winterbottom        | MG TC Special Body                     | MG 1.2L I4                    | 208  |
| 19    | S 3.0 | 23 | N.H. Mann                     | Nigel Mann Mortimer Morris-Goodall       | Healey Elliott                         | Riley 2.4L I4                 | 203  |
| 20    | S 2.0 | 31 | N.R. Culpan                   | Norman Culpan Lt. Cdr. Peter Wilson      | Frazer Nash High Speed Le Mans Replica | Bristol 2.0L I6               | 201  |
| 21    | S 750 | 51 | Rudy Letov Letnany            | Maurice Gatsonides Henk Hoogeveen        | Aéro Minor 750                         | Aéro 0.7L Flat-2              | 184  |
| 22    | S 750 | 52 | Ets. Monopole                 | Jean de Montrémy Jean Hémard             | Monopole X84 Tank                      | Panhard 0.6L Flat-2           | 180  |
| 23    | S 750 | 58 | Automobiles Deutsch et Bonnet | René Bonnet Élie Bayol                   | DB Tank                                | Panhard 0.6L Flat-2           | 175  |
| 24    | S 1.1 | 46 | J.L.V. Sandt                  | Jean Sandt Hervé Coatalen                | Renault 4CV                            | Renault 0.8L I4               | 171  |
| 25    | S 1.1 | 48 | Jacques Lecat                 | Jacques Lecat Louis Pons                 | Renault 4CV                            | Renault 0.8L I4               | 170  |
| 26    | S 750 | 55 | Auguste Lachaize              | Auguste Lachaize Albert Debille          | Panhard Dyna X84 Sport                 | Panhard 0.6L Flat-2           | 168  |
| 27    | S 1.1 | 45 | Just-Émile Vernet             | Just-Émile Vernet Roger Eckerlein        | Renault 4CV                            | Renault 0.8L I4               | 158  |
| 28    | S 750 | 56 | Raymond Gaillard              | Raymond Gaillard Pierre Chancel          | Callista RAN                           | Panhard 0.6L Flat-2           | 153  |
| 29    | S 750 | 57 | Louis Eggen                   | Louis Eggen „Escale”                     | Panhard Dyna X84                       | Panhard 0.6L Flat-2           | 151  |
| 30 NU | S 5.0 | 17 | Leslie Johnson                | Leslie Johnson Bert Hadley               | Jaguar XK120S                          | Jaguar 3.4L I6                | 220  |
| 31 DK | S 5.0 | 8  | Ecurie Lutetia                | Charles Pozzi Pierre Flahaut             | Delahaye 175S                          | Delahaye 4.5L I6              | 165  |
| 32 NU | S 2.0 | 28 | Lord Selsdon                  | Peter Mitchell-Thomson Jean Lucas        | Ferrari 166MM                          | Ferrari 2.0L V12              | 164  |
| 33 NU | S 1.1 | 43 | Automobiles Gordini           | Georges Blondel Raoul Martin             | Simca-Gordini T15S                     | Gordini 1.1L I4               | 157  |
| 34 NU | S 1.1 | 41 | Mmes Rouault et Gordine       | Germaine Rouault Reginé Gordine          | Simca-Gordini TMM                      | Gordini 1.1L I4               | 143  |
| 35 NU | S 750 | 49 | Jacques Poch                  | Jacques Poch Edmond Mouche               | Aéro Minor                             | Aéro 0.7L Flat-2              | 139  |
| 36 NU | S 1.1 | 40 | Norbert Jean Mahé             | Norbert Jean Mahé Sacha Gordine          | Simca Huit                             | Gordini 1.1L I4               | 126  |
| 37 NU | S 3.0 | 24 | Luigi Chinetti                | Luigi Chinetti Pierre-Louis Dreyfus      | Ferrari 195 S Barchetta                | Ferrari 2.4L V12              | 121  |
| 38 NU | S 5.0 | 10 | Ets. Delettrez                | Jean Delettrez Jacques Delettrez         | Delettrez Diesel                       | Delettrez 4.4L I6 (Diesel)    | 120  |
| 39 NU | S 1.1 | 44 | A.Z.N.P.                      | Václav Bobek Jaroslav Netušil            | Škoda 1101 Sport                       | Škoda 1.1L I4                 | 120  |
| 40 NU | S 750 | 54 | Guy Lapchin                   | Guy Lapchin Charles Plantivaux           | Panhard Dyna X84 Sport                 | Panhard 0.6L Flat-2           | 115  |
| 41 NU | S 3.0 | 33 | Automobiles Gordini           | Juan Manuel Fangio José Froilán González | Simca-Gordini T15S                     | Gordini 1.5L Turbo I4         | 95   |
| 42 NU | S 1.1 | 47 | Ets. Savin & Leroy            | Fernand Leroy Marcel Joseph              | Renault 4CV                            | Renault 0.8L I4               | 92   |
| 43 NU | S 750 | 53 | Jacques Savoye                | Jacques Savoye Eugène Dossous            | Monopole X84 Tank                      | Panhard 0.6L Flat-2           | 89   |
| 44 NU | S 750 | 50 | Sté. Pierre Ferry             | Pierre Ferry Georges Claude              | Ferry                                  | Renault 0.7L I4               | 86   |
| 45 NU | S 3.0 | 25 | Luigi Chinetti                | Raymond Sommer Dorino Serafini           | Ferrari 195 S Berlinetta               | Ferrari 2.4L V12              | 82   |
| 46 NU | S 1.1 | 42 | Automobiles Gordini           | José Scaron J. Pascal                    | Simca-Gordini T15S                     | Gordini 1.5L I4               | 77   |
| 47 NU | S 1.5 | 37 | Jacques Brault                | Jacques Brault Louis Paimpol             | Fiat 1500                              | Fiat 1.5L I4                  | 75   |
| 48 NU | S 1.5 | 35 | Automobiles Gordini           | Roger Loyer Jean Behra                   | Simca-Gordini T15S                     | Gordini 1.5L I4               | 50   |
| 49 NU | S 2.0 | 26 | Luigi Chinetti                | Porfirio Rubirosa Pierre Leygonie        | Ferrari 166MM                          | Ferrari 2.0L V12              | 44   |
| 50 NU | S 2.0 | 64 | Automobiles Deutsch et Bonnet | René Simone Michel Arnaud                | DB                                     | Citroën 1.9L I4               | 44   |
| 51 NU | S 5.0 | 1  | M.A.P.                        | Pierre Veyron François Lacour            | M.A.P.                                 | M.A.P. 5.0L Turbo I4 (Diesel) | 39   |
| 52 NU | S 3.0 | 32 | Automobiles Gordini           | Maurice Trintignant Robert Manzon        | Simca-Gordini T15S                     | Gordini 1.5L Turbo I4         | 34   |
| 53 NU | S 1.1 | 63 | André Gendron                 | André Gendron Jean Vinatier              | Renault 4CV                            | Renault 0.8L I4               | 32   |
| 54 NU | S 2.0 | 27 | Luigi Chinetti                | Yvonne Simon Michel Casse                | Ferrari 166MM Coupé                    | Ferrari 2.0L V12              | 25   |
| 55 NU | S 750 | 60 | Ecurie Verte                  | Emmanuel Baboin Pierre Gay               | Simca Six                              | Simca 0.6L I4                 | 20   |
| 56 NU | S 1.5 | 34 | Automobiles Gordini           | Aldo Gordini André Simon                 | Simca-Gordini T15S                     | Gordini 1.5L I4               | 14   |
| 57 NU | S 1.1 | 66 | André Guillard                | André Guillard Roger Caron               | Simca Huit                             | Gordini 1.1L I4               | 13   |
| 58 NU | S 3.0 | 20 | Aston Martin Ltd.             | Eric Thompson John Gordon                | Aston Martin DB2                       | Aston Martin 2.6L I6          | 8    |
| 59 NU | S 750 | 59 | Automobiles Deutsch et Bonnet | Georges Guyot André Chaussat             | DB Tank                                | Panhard 0.6L Flat-2           | 6    |
| 60 NU | S 5.0 | 9  | Ecurie Lutetia                | Gaston Serraud André Guelfi              | Delahaye 175S                          | Delahaye 4.5L I6              | 0    |
| Poz.  | Klasa | Nr | Zespół                        | Kierowcy                                 | Samochód                               | Silnik                        | Okr. |

| Legenda | Legenda                       |
| ------- | ----------------------------- |
| 4       | Zwycięzcy poszczególnych klas |
| 7       | Najszybsze okrążenie          |
| 31 NU   | Nie ukończyli                 |
| 21 DK   | Dyskwalifikacja               |